# Myrsine lecardii
Myrsine lecardii är en viveväxtart som först beskrevs av Carl Christian Mez, och fick sitt nu gällande namn av Ricketson och Pipoly. Myrsine lecardii ingår i släktet Myrsine och familjen viveväxter. Inga underarter finns listade i Catalogue of Life.